# Двинь-Велинское озеро
Двинь-Велинское или Двинье-Велинское озеро — озеро в Куньинском районе на юго-востоке Псковской области.
Площадь — 52,6 км². Третий водоём области после Псковско-Чудского озёрного комплекса и Жижицкого озера. Максимальная глубина — 7 м, средняя глубина — 2 м.
Проточное. Состоит из двух частей: озеро Двинье и Велинское озеро, из которого вытекает река Двинка, впадающая в Западную Двину. Озёра соединены проливом Ворота.
Лещово-судачий тип озера. Массовые виды рыб: судак, лещ, щука, плотва, окунь, густера, уклея, красноперка, ёрш, налим, сом, синец, линь, карась, речной угорь, пескарь, язь, жерех, верховка, елец, вьюн, щиповка.
Берега озера отлогие и низкие, частью заболоченные. Делится протокой (шириной 50-100 м) на 2 морфологически различных плёса: Двинье (площадь водного зеркала 31,26 км² (3126 га), 9 островов площадью 24 га, глубина максимальная — 7,0 м, средняя — 2,7 м, дно с ямами, песчаными нальями, в центре — ил, заиленный песок, отдельные камни, в литорали — песок, песок с галькой и камнем, заиленный песок) и Велинское (площадью 21,3 км² (2130 га), островов нет, максимальная глубина — 4 м, средняя — 1,5 м, дно преимущественно илистое, в прибрежье — небольшие участки песка и заиленного песка. В Велинском бывают локальные заморы).